# Главные железнодорожные мастерские (Конотоп)
Главные железнодорожные мастерские — главные железнодорожные мастерские Конотопа для капитального ремонта паровозов и вагонов. Построены по повелению императора Александра II в 1869 году. Ныне здания почти утрачены.

## История
В 1868—1870 годах была построена Курско-Киевская железная дорога, которая прошла через Конотоп. Строительство мастерских началось почти одновременно со строительством железной дороги. Движение через город было открыто 17 декабря 1868 года и тогда же был построен железнодорожный вокзал, депо, и главные железнодорожные мастерские. Открытие главных железнодорожных мастерских прошло 1 (12) июля 1869 года. С 1870 года начало работать механическое отделение и отделение по сбору паровозов.
В начале XX в. Конотоп становится одним из важных промышленных центров Левобережной Украины. В связи с тяжёлыми условиями труда и жестокой эксплуатации рабочих вместе с низкими социальными условиями жизни поднялось возмущение работающих и в 1899 на Главных железнодорожных мастерских было организовано выступление рабочих в защиту своих социальных прав. В нём приняли участие более 600 человек. В 1900 году возникла первая социал-демократическая группа, представители которой занимались пропагандистской работой среди рабочих железнодорожных мастерских. Они привозили из Киева, Курска, Харькова листовки, прокламации, революционную литературу.
В 1929 году они были переданы в ведение Народного комиссариата путей сообщения СССР и переименованы в Конотопский паровозовагоноремонтный завод.
С 1974 года получил название — Конотопский вагоноремонтный завод. С 2000 года название стало ОАО, Конотопский завод по ремонту дизель-поездов. 16 марта 2007 года был выставлен на продажу на аукционе.

## Здание мастерских
Мастерские расположены прямо напротив здания железнодорожного вокзала. Здание мастерских выполнено из камня и имеет площадь в 1137 кв. сажень и фракционные путеи длиной 1792 сажень. Кроме этого мастерская включает 38 кв. сажень помещений материального склада.
Содержание мастерских:
- токарный цех,
- слесарный цех,
- столярный цех,
- цех по сбору паровозов на 16 стоек и с деревянными стропилами над ними,
- меднолитейный цех,
- кузница,
- мастерская для ремонта вагонов,
- помещения парового котла.